# Gà sa lửa
Gà sa lửa, hay còn được gọi là Gà nướng Buôn Đôn, là một món gà nướng có nguồn gốc từ các tỉnh ở Tây Nguyên, Việt Nam. Đây là món ăn dân dã của người Êđê ở Buôn Đôn, xuất phát từ cuộc sống gần gũi, dựa vào thiên nhiên. Món ăn có cách chế biến nhanh gọn và có thể tự chế biến khi ở trong rừng. Đây được xem là một đặc sản và là loại đồ ăn đặc trưng của vùng Tây Nguyên.

## Chế biến
Tiền thân của gà sa lửa là gà rừng, nhưng khi số lượng gà rừng không còn nhiều, người dân nơi này đã thay thế bằng những con gà thả vườn nhưng vẫn giữ được hương vị ban đầu. Những con gà được đem đi nướng thường là gà tơ, nặng trên dưới 1 kg (khoảng 1,5 kg), thịt mềm nhưng không bở. Gà được làm sạch, để nguyên con, bỏ dọc phần ức và lấy tất cả nội tạng ra bên ngoài, sau đó bẻ dẹt ra để ướp gia vị. Gia vị của món ăn gồm muối ớt giã, nước sả (để tăng hương thơm), một ít mật ong nếu có, hay lá é. Dùng loại muối hạt to, rang lên giã nhuyễn cùng với ớt xanh rừng, lá é, rồi cho thêm ít sả. Tiếp theo, ướp đều hai mặt của món ăn, chờ khoảng 30 phút đến khi thấm gia vị và đem đi nướng.
Những thanh tre được gập đôi lại, kẹp gà vào giữa cùng một ít lá chanh rồi nướng chín trên bếp than hồng. Trong quá trình nướng, gà được trở đều tay, cứ mười phút lật một lần để lớp thịt bên trong chín đều, lớp da bên ngoài có màu vàng ươm hoặc vàng sậm. Khác với cách nướng cho gà trực tiếp lên than ở nhiều nơi, gà sa lửa Tây Nguyên thì chín dần bằng hơi lửa nên vàng đều, không bị cháy khét. Ngoài ra, cơm lam cũng có thể nướng trên cùng đống lửa. Khi nấu xong, gà sa lửa thường được chấm với muối lá é, muối hột giã nhuyễn, ớt xanh, chanh và ăn kèm với cơm lam.

## Tiêu thụ
Đây là một trong những biến tấu của món gà nướng Bản Đôn. Hầu như khu vực nào cũng có món ăn này, nhưng người ta cho rằng gà sa lửa ở Bản Đôn có hương vị thơm ngon nhất. Mỗi vùng có cách chế biến khác nhau mà vẫn giữ được mùi vị đặc trưng. Khi du khách đến Tây Nguyên, họ sẽ được thưởng thức món ăn này và có thể tự tay nướng chúng. Ngoài ra, loại đồ ăn này thường xuất hiện trong các bữa ăn của người dân nơi đây.

## Hình ảnh

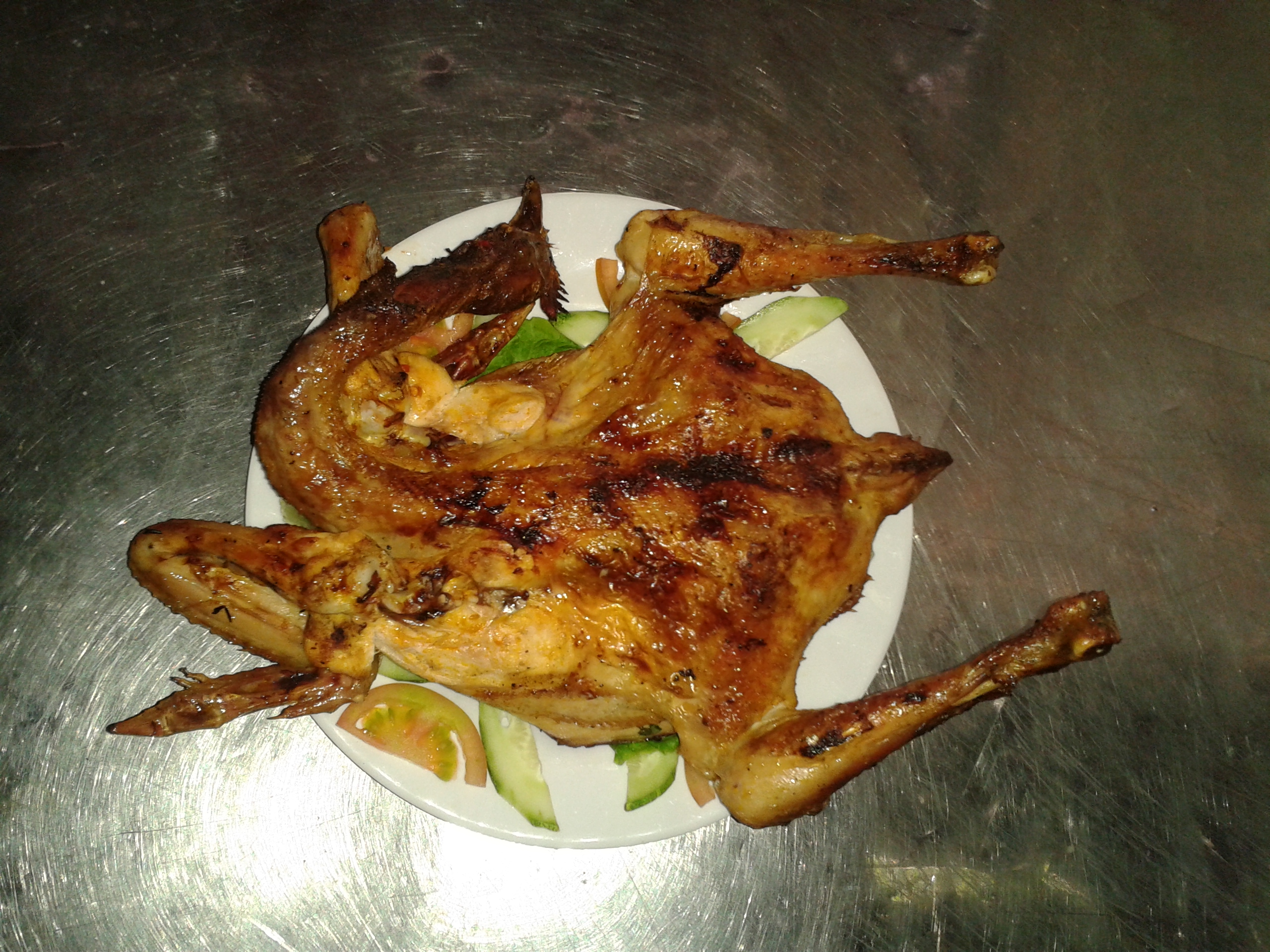
Gà sa lửa thành phẩm
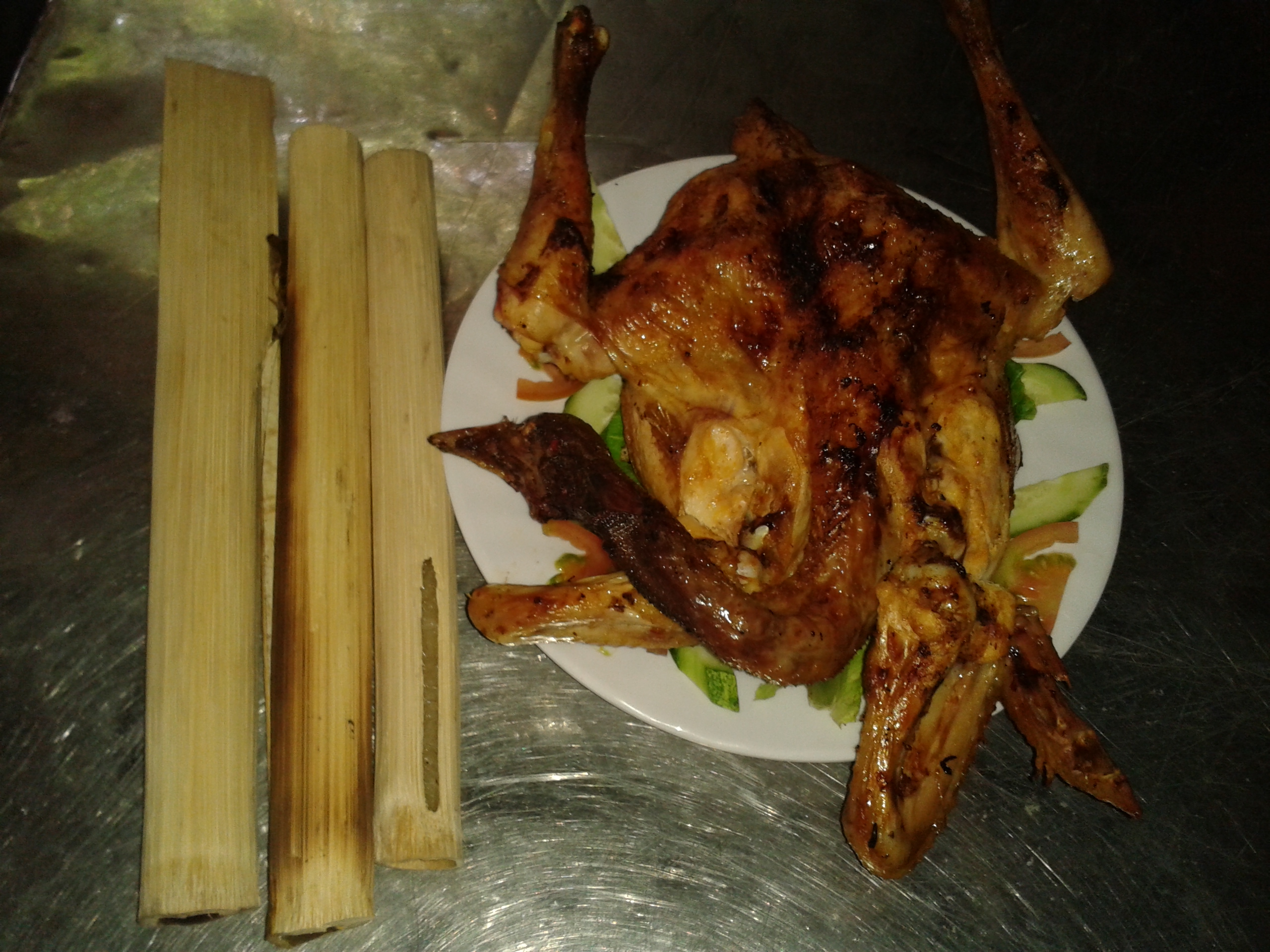
Gà sa lửa với củi nấu
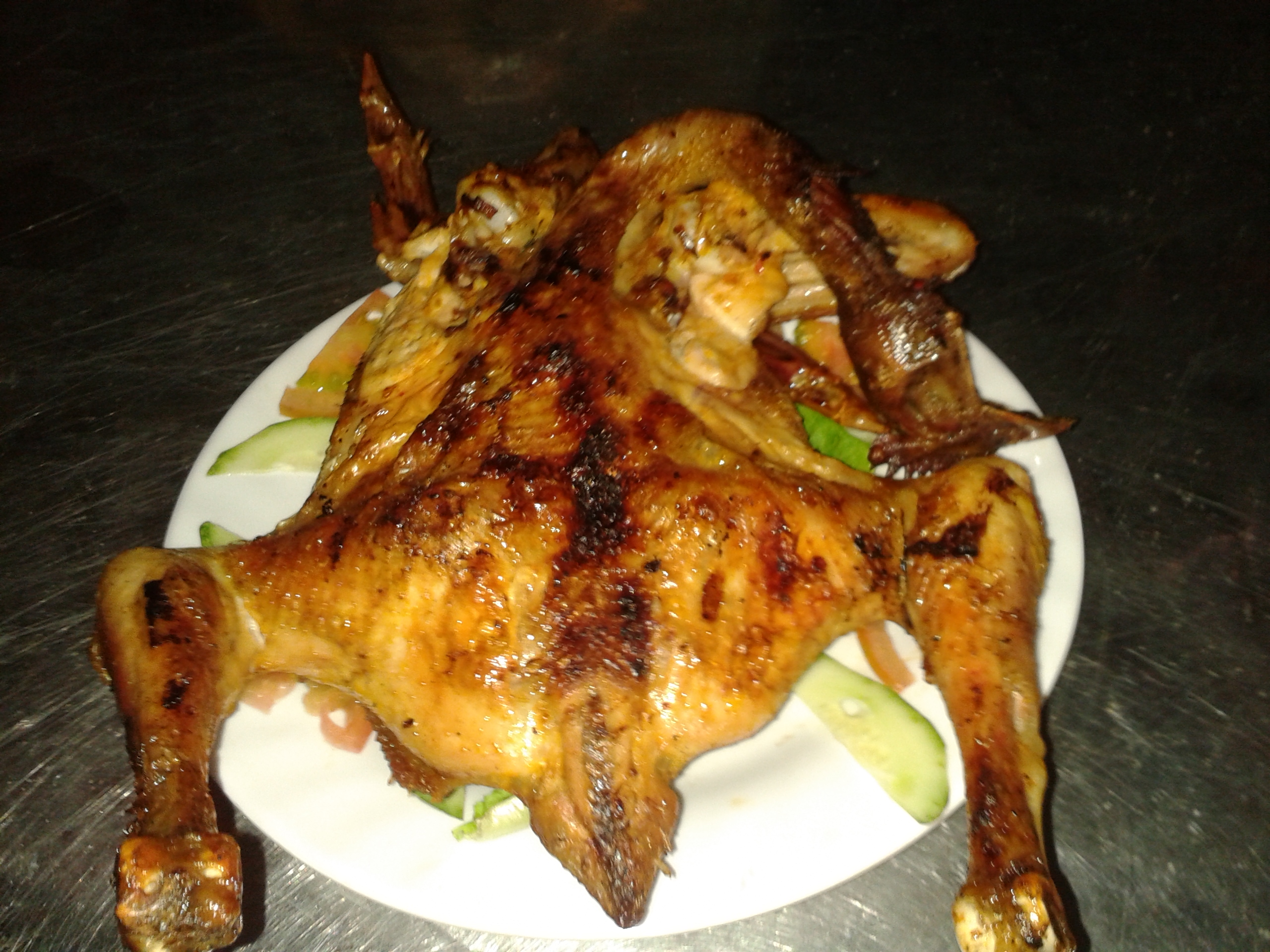
Gà sa lửa nhìn từ dưới lên trên